# 克羅廖

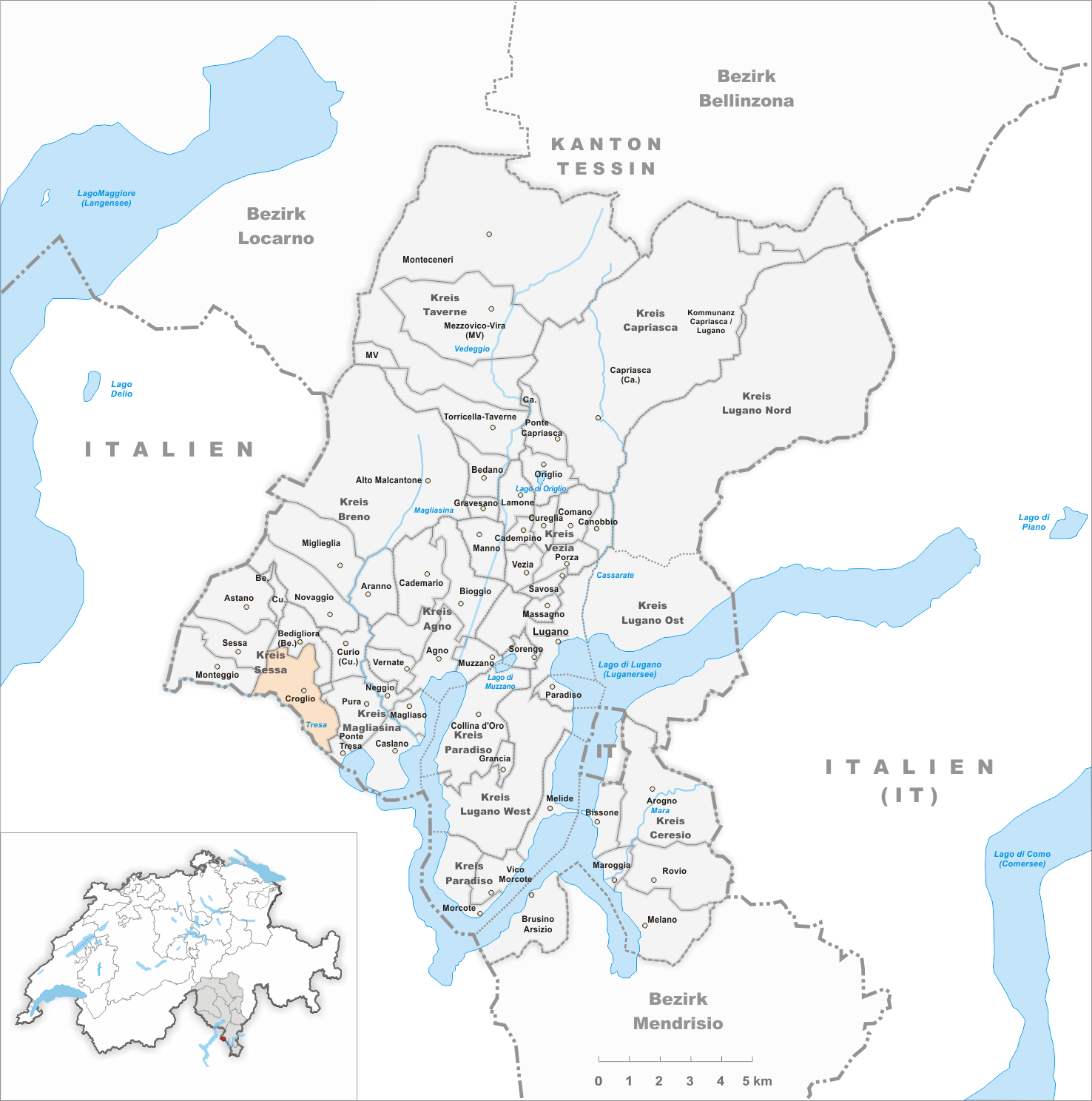
克罗廖市地图

克羅廖（義大利語：Croglio）是瑞士联邦的城镇，位於該國南部，由提契諾州負責管轄，面積为4.46平方公里，海拔高度342米，2017年12月31日人口为854人，七成人口信奉羅馬天主教。

## 外部連結
- 克罗廖市官网 （意大利文）